# NWA 8159
Northwest Africa 8159 (kurz NWA 8159) ist ein Marsmeteorit. Er wurde von Brahim Tahiri einem marokkanischen Meteoritenjäger abgekauft und zwecks Klassifikation 2013 an Sean Tutorow geschickt.
NWA 8159 erweitert die bekannten Typen basaltischer Marsmeteoriten in Bezug auf Alter und Herkunft aus dem Mars-Mantel Mantelquellen innerhalb der Mars-Probenreihe um eine weitere magmatische Komponente aus dem frühen Amazonium des Mars.

## Physikalische Merkmale
NWA 8159 ist ein einzelner Stein mit einem durch gelb-braune Patina verwitterten Äußeren, auf der einen Seite gibt es einen hellen Belag durch den Wüstenboden. Der Sägeschnitt offenbart ein sehr feinkörniges, graugrünes Inneres mit einigen kleinen Schmelzadern (eine Ader bis zu 1 mm dick). Lithologische Verschiebungen an den Adergrenzen lassen auf eine leichte Brekziation (Brekzienbildung) schließen.

## Petrographie
Petrographische Analysen des Meteoriten NWA 8159 wurden von Carl B. Agee von der University of New Mexico (UNM) durchgeführt. Die Mikrosondenuntersuchung von zwei polierten Fassungen zeigt eine Textur mit etwa 50 % Augit, 40 % Plagioklas und Maskelynit, 5 % Olivin.
Einige Augitkristalle sind von feldspatreichem Orthopyroxen umgeben.
Plagioklas mit stoßgebrochenen prismatischen Leisten hat Größen bis zu 500 × 100 μm, meist jedoch kleiner (~50 × 10 μm). Etwa die Hälfte vom Plagioklas wurde in Maskelynit umgewandelt und erscheint in der Form ungebrochener, glasartiger Einlagerungen (englisch unfractured, glassy casts).
Die Olivinpartikel sind ca. 100 μm groß.
Es gibt ubiquitäres (allgegenwärtiges) Magnetit, dessen Körner meist 10–100 μm groß sind. Geringfügig vorhanden ist Ilmenit, Merrillit, Chlorapatit (Cl-Apatit) und Chromspinell (Chromit). Spuren von Calcit und Baryt sind vermutlich Wüstenverwitterungsprodukte.

## Klassifikation
NWA 8159 wird als Marsmeteorit (basaltischer Augit) klassifiziert.
Dies beruht auf der Analyse der Sauerstoff-Isotope, des Eisen/Mangan-Verhältnisses (Fe/Mn) von Augit und Olivin, sowie auf dem Anorthit-Gehalt (An-Gehalt) von Plagioklas und Maskelynit.
Dieser Marsmeteorit ist ein feinkörniger, olivinhaltiger Augitbasalt, der offenbar nicht vom Typ des SNC-Clans (Shergottit-Nakhlit-Chassignit) ist, obwohl er in einigen Aspekten den SNC-Marsmeteoriten durchaus ähnelt.
Die Zusammensetzung und Kristallisation von Augit und Olivin ähneln tendenziell denen von Nakhliten, insbesondere denen des Meteoriten MIL 03346 (Miller Range 03346).
Jedoch fehlt Pigeonit und Orthopyroxen ist nur eine untergeordnete Phase, die in Form eisenreicher Ränder an einigen Augitkörnern vorhanden ist. Daher gibt es fast keine Ähnlichkeiten mit den Shergottiten, auch wenn die Zusammensetzung des Plagioklas ähnlich wie bei den Shergottiten ist (insbesondere was des kaliumarmen Labradorit-Plagioklas im Meteoriten QUE 94201 angeht).
Da nur etwa die Hälfte des Plagioklas schockbedingt in Maskelynit umgewandelt wurde, scheinen die Stoßdrücke bei NWA 8159 niedriger gewesen zu sein als bei Shergottiten, möglicherweise ähnlich wie bei Chassigny und einigen Nakhliten.
Die dominierende Oxidphase in diesem Meteoriten ist Magnetit; der einzige andere Marsmeteorit mit diesem Merkmal ist die basaltische Brekzie NWA 7034 („Black Beauty“) und ihre Paarungen.
Im Dezember 2019 klassifizierten Christopher Herd et al. den Meteoriten NWA 8159 trotz der genannten Unterschiede als Mitglied des SNC-Clans, und zwar als augitreichen Shergottit, dessen Mineralogie von Ca- und Fe-reichem Pyroxen, Plagioklas, Olivin und Magnetit dominiert wird.
Nach ihrer Expertise kristallisierte er aus einer entwickelten Schmelze basaltischer Zusammensetzung unter relativ schnellen Abkühlungsbedingungen aus. Die Autoren vermuten einem oberflächlichen Lavastrom oder einer flachen Schwelle (englisch surface lava flow or shallow sill).
Die Redoxbedingungen der Schmelze veränderten sich während der Kristallisation der Grundmasse in einer Art und Weise, die zur Bildung von Orthopyroxen und Magnetit anstelle von Olivin-Phänokristallrändern führte. NWA 8159 enthält sowohl kristallinen als auch schockamorphisierten Plagioklas, beide Formen oft in einem einzigen Korn zu beobachten.

## Aufbewahrung
Das Typusexemplar, ein Fragment von 24,57 g (inklusive zweier Sondenhalterungen) ist hinterlegt an der University of New Mexico (UNM) in Albuquerque, Blaine Reed hält 2,21 g, Sean Tutorow hält die Hauptmasse.